# Blues-rock
A blues-rock egy hibrid zenei műfaj, kombinálva a bluesos improvizációval és a tizenkét-ütemes blues-zal, kiteljesülve a boogie jamekkel és a rock and roll stílussal. Főleg elektromos gitáron, basszusgitáron és dobon játsszák a blues-rockot. Általában az elektromos gitárt egy csöves erősítőn keresztül betorzítva szólaltatják meg.
Az 1960-as években kezdett el fejlődni ez a műfaj Angliában és az Amerikai Egyesült Államokban, amit zenei kritikusok a következőképpen illettek: „rhythm 'n' blues fehér európai zenészektől”. Az olyan angliai együttesek, mint például a Led Zeppelin, a The Animals, a Cream és a The Rolling Stones az olyan idősebb amerikai blues zenészektől tanultak, mint például Howlin’ Wolf, Jimmy Reed és Muddy Waters. A korai blues zenekarok megpróbáltak hosszú, zavaros dzsesszes improvizációkat játszani, de az 1970-es évektől kezdve ez megváltozott és a blues-rock műfaj még keményebb és riff-alapúbb lett. A korai '70-es évektől a blues-rock és a hard rock közötti határvonal egyre jobban elhalványult, ahogyan a zenekarok elkezdtek rock stílusú lemezeket felvenni. Az 1980-as és az 1990-es években a blues-rock zenekarok visszatértek a bluesos gyökerekhez és néhány ilyen előadó, mint például a The Fabulous Thunderbirds és Stevie Ray Vaughan igazi rocksztárságban csillogtak.

## A műfaj jellemzői
A blues-rock műfaj főbb sajátosságai a bluesos improvizációk, a tizenkét-ütemes blues és a boogie jamek. A műfaj hangszeres sajátossága az elektromos gitár, amin keményebb betorzított riffeket játszanak, hasonlóan a hagyományos chicago blueshoz. A zenekarok ezt a stílust a rock and rollból vették át, továbbá általában gyors tempóban játsszák a számokat, amely pedig a blues ismertetőjele.

### Hangszerelés
Főleg elektromos gitáron, basszusgitáron és dobon szólaltatják meg ezt a műfajt. Általában az elektromos gitárt vagy egy elektroncsöves erősítőn keresztül, vagy egy torzítópedál segítségével torzítják be. Gyakran használnak két gitárt is egyszerre: az egyik a ritmusgitár, amin a riffeket vagy az akkordokat játsszák, a másik pedig a szólógitár, amin pedig szólóznak. Az 1950-es évek környékén gyakran használtak nagybőgőt az akkori blues zenekarok, viszont az 1960-as években a blues-rock zenekarok már elektromos basszusgitáron játszottak, amit könnyebb volt kihangosítani. Gyakran használnak még billentyűs hangszereket is, mint például zongorát és Hammond-orgonát. Utóbbit gyakran be is torzítják egy csöves erősítőn keresztül, csak úgy mint az elektromos gitárt, ami egy túlvezérelt hangzást ad a hangszernek. Az éneklés is fontos szerepet játszik ebben a zenében.

### Felépítés
A blues-rock a normál 12-ütemes blues struktúráját, felépítését követi, bár gyakran eltérnek ettől, mint például a The Allman Brothers Band zenekar által feldolgozott T-Bone Walker szerzemény, a híres Stormy Monday című szám. A következőképpen néz ki a felépítése, viszont az eredetihez képest, ebben néhány akkordot megváltoztattak:
G9 | C9 | G9 | G9 | C9 | C9 | G9 / A moll7 | B moll7 / B♭7 | A moll7 | A♭ dúr7 | G9 / C9 | G9 / D emelt
Az eredetiben pedig ezen akkordok egyszerűbb változatai szerepelnek: G | C | G | G | C | C | G | G | D | C | G | G (D). Ebben a sorrendben ismétlik az akkordokat a számban, s csak kevés kivétel van, ahol „B” szekciót is játszanak. A hangnem dúr, bár lehetne moll is, mivel pentaton skálát használnak benne bluesos hangokkal végig a dúros akkordmenetben, amit Albert King is alkalmazott. A szólógitáros hol moll, hol pedig dúr pentaton skálát játszik a szólónál.
A blues-rock egyik klasszikus példája a Cream együttes Crossroads című száma a Wheels of Fire című albumról, ami Robert Johnson Cross Road Blues és Traveling Riverside Blues két számából származik. A tempót és a gitárszólót tekintve ebben a dalban jól hallható a blues és a rock zene vegyülése.

## Története

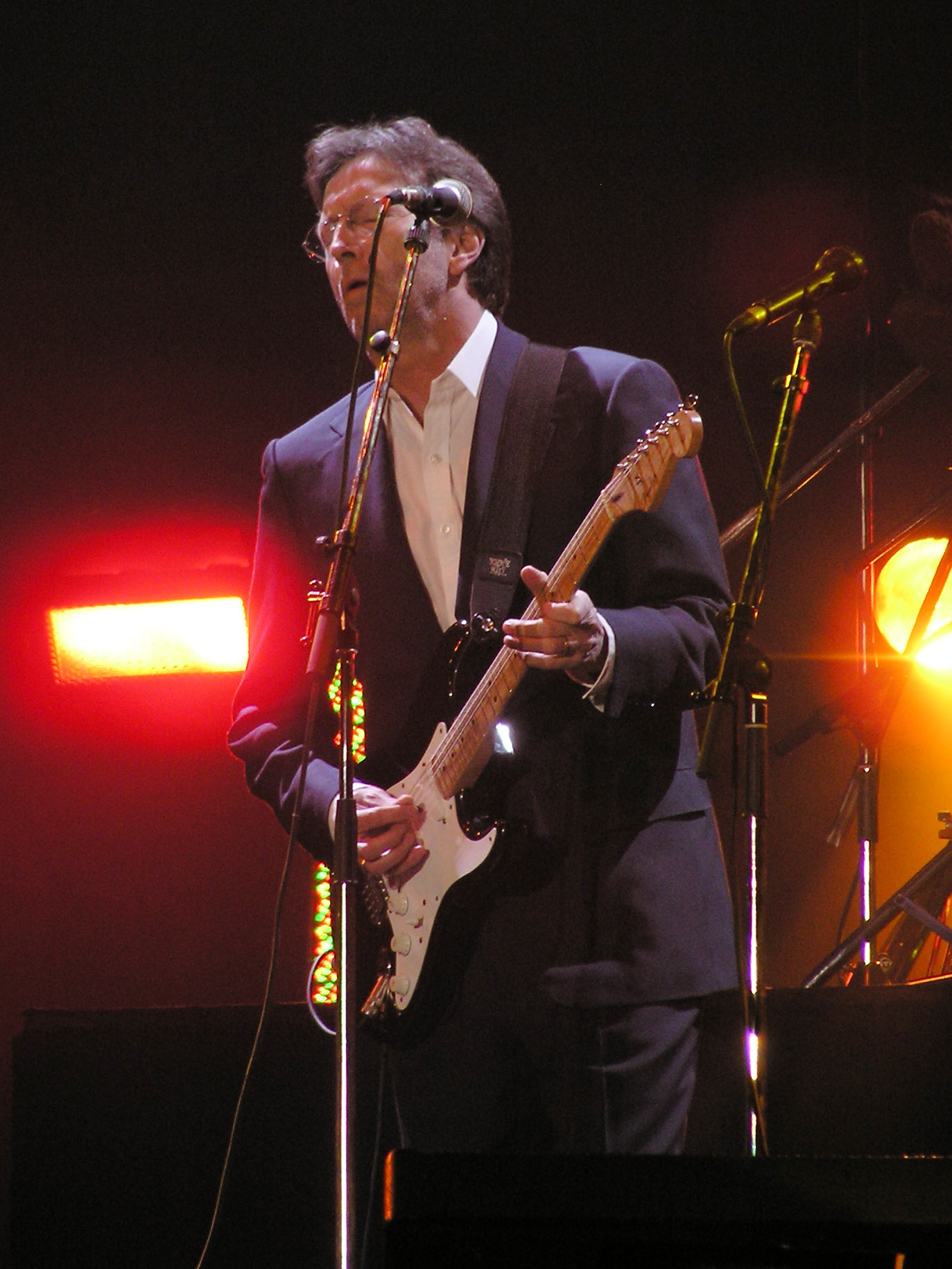
Eric Clapton 2005-ben a Tsunami Relief Cardiff koncert közben a Millennium Stadium-nál.

A blues és a rock and roll ugyan mindig is közel álltak egymáshoz, a kettő keverékének megjelenése mégis az 1960-as évekig váratott magára. 1963-ban rögzítette az Egyesült Államokban Lonnie Mack a legidősebbnek tartott blues-rock dalokat, amikor felvette a Memphis és a Wham! című számokat. A stílus megszilárdulása ennek ellenére angliai zenészek nevéhez köthető, itt alkottak ugyanis az első olyan előadók, mint John Mayall vagy Alexis Korner, akik bluesorientált zenekaraik hangzásvilágával megnyitották az utat a későbbi kísérletezők előtt. Az ő munkásságaikra épültek az olyan, nagy sikert elért együttesek, mint a Free, a Savoy Brown vagy a Fleetwod Mac. Amerikában ebben az időben Johnny Winter, Paul Butterfield és a Canned Heat nevű zenekarok számított úttörőnek.
Az ő munkásságuk nyitott utat a később alkotó előadók előtt, akik az elektromos gitárok elterjedésével kialakíthatták a blues-rock egyéni stílusát. Jimi Hendrix két triója, a Jimi Hendrix Experience (ami kezdetben duó volt, mert Jimi senkit nem tartott elég jónak az általa támasztott követelményekhez, így csak a dobos szerepét engedte ki a kezéből) és a Band of Gypsys örök érvényűen megreformálta a kialakuló stílus alapvető jegyeit. Az ő merőben új, torzítókkal ellátott, virtuóz játéka azóta is példaértékű a legtöbb gitáros előtt, ahogy a másik blues-rock ikon, Eric Clapton stílusa is az. Az ő dallamosabb, könnyebben emészthető, a blues alapvető jegyeihez közelebb eső játéka tolta igazán előtérbe a ’60-as, ’70-es években a blues-rock zenét. Olyan együttesekben hívta fel magára a figyelmet, mint a John Mayall vezette Bluesbrakers, a Cream, a Blind Faith és a Derek and the Dominos, majd a később kezdődő szólókarrierje.
A ’60-as évek második felében újabb változást hozott a blues-rockba Jeff Beck munkássága, aki a The Jeff Beck Group élén a keményebb hangzásvilág megtestesítőjévé nőtte ki magát, nagy elismerést besöpörve mind az Egyesült Államokban, mind Angliában. A frissen alakult Led Zeppelin szintén a keményebb hangzás felé orientálódott – máig a heavy metal megteremtőinek tekintik őket a Black Sabbath mellett -, mégis klasszikus blues-rock jegyeket visel magán az együttes. Jimmy Page játéka sokat merít a stílus alapvető formáiból, mégis eléggé újszerűen és merészen alkalmazta őket ahhoz, hogy teljesen sajátos dallamvilágot alakíthasson ki az együttes.
A blues-rock az 1970-es években, főleg Amerikában egyre inkább a hard rock irányába kezdett eltolódni. Ekkor alakultak olyan zenekarok, mint az improvizációkra kiemelten hajlamos, Duane Allman által fémjelzett The Allman Brothers Band, a folk-rock és country jegyekkel egyaránt dúsított Lynyrd Skynyrd, vagy a ZZ Top. Főleg a blues-rock ikonnak számító Led Zeppelin munkássága miatt azonban Angliában, majd később az Egyesült Államokban is egyre nagyobb teret hódított magának az újnak számító stílus, a heavy metal. Így háttérbe szorította a vele együtt fejlődő blues-rockot. A stílus újjászületésére az 1990-es évekig várni kellett, ekkor került ismét előtérbe, ezóta a népszerűsége gyakorlatilag töretlen. Újkori képviselői például John Mayer, a The Black Crows, a Silvertide vagy a The Black keys, a The White stripes és a Black Angels.
Magyarországra az 1940-es évek folyamán gyűrűzött be először a blues stílusa – közel 40 éves késéssel Angliához, vagy az Egyesült Államokhoz képest. A blues-rock stílust hazánkban az 1978-as évhez szokás kötni, ekkor alakult meg a Hobo Blues Band. Az első országos ismeretségnek örvendő blues együttes, ami már a blues-rock elemeit is alkalmazta. A két stílus nem válik el olyan élesen egymástól, így nehéz megállapítani, pontosan melyik együttes melyik műfaj képviselője is, mindenkinél találhatóak áthallások mindkét műfajhoz. Bár mára országszerte több tucat (egyes becslések szerint 80-90) blues és blues-rock zenekar létezik, közülük alig maroknyi szerzett magának bármilyen hírnevet is. A két legismertebb közülük Földes László és Deák Bill Gyula.

## Ismertebb előadók
Mivel a blues és a rock a kezdetek óta sok közös ponton találkozott, nehéz eldönteni, hogy melyik együttes zenéje hová is sorolható, ezért ez a lista természetesen nem lehet pontos vagy teljes:
- AC/DC
- Aerosmith
- The Allman Brothers Band
- The Animals
- Cream
- The Doors
- Guns N’ Roses
- Scott Henderson
- Jimi Hendrix
- Jethro Tull
- Led Zeppelin
- Lynyrd Skynyrd
- John Mayall
- Gary Moore
- The Rolling Stones
- Carlos Santana
- Stevie Ray Vaughan
- ZZ Top